# Paulinet
Paulinet (en occitan, Paulinet, anciennement Paulinhet) est une commune française située dans le département du Tarn, en région Occitanie. Avant 1897, elle portait le nom de Paulin. Sur le plan historique et culturel, la commune est dans le Ségala, un territoire s'étendant sur les départements du Tarn et de l'Aveyron, constitué de longs plateaux schisteux, morcelés d'étroites vallées.
Exposée à un climat océanique altéré, elle est drainée par le Dadou, l'Assou, l'Ambias, l'Ambiasselle, l'Oulas, le riou Ferrier, le ruisseau de Besoubre, le ruisseau de la Barthabié, le ruisseau de la Fage, le ruisseau de Roumignane, le ruisseau de Séveriès et par divers autres petits cours d'eau. La commune possède un patrimoine naturel remarquable composé d'une zone naturelle d'intérêt écologique, faunistique et floristique.
Paulinet est une commune rurale qui compte 506 habitants en 2022, après avoir connu un pic de population de 3 210 habitants en 1841. Ses habitants sont appelés les Paurinétol.e.s (terme occitan paulinetòls prononcé [pawrine'tɔs] adapté au français) ou les Paulinétois.es.

## Géographie

### Localisation
Très vaste commune du Massif central qui comporte sept villages et de nombreuses fermes isolées. Elle se situe dans l'est du département du Tarn, à 25 km à l'est d'Albi.
Parmi les nombreux hameaux on peut citer : Ginestières, Latet, Cahuzac, Les Bosques, La Rhode, La Teillède, La Cabane Basse, La Bourrelié, Notre-Dame d’Ourtiguet, Lavergne, La Brandié, La Borie d’Escoubes, La Vergnade, Le Mas Viel, Le Mas del Puech, Notre-Dame de la Garde, Ruèges, Capdos, Saint-Jean de Jeannes, Plagnes, La Ragnié, Les Goberts, Connac.

### Communes limitrophes
Paulinet est limitrophe de huit autres communes.
Les communes limitrophes sont  Alban, Curvalle, Le Fraysse, Le Masnau-Massuguiès, Massals, Rayssac, Teillet et Villefranche-d'Albigeois.
| Le Fraysse, Villefranche-d'Albigeois (sur 150 m) | Alban    | Curvalle             |
| Teillet                                          | Paulinet | Massals              |
|                                                  | Rayssac  | Le Masnau-Massuguiès |

### Voies de communication et transports
Aucun service de transport en commun ne dessert la commune. La gare la plus proche est la gare d'Albi-Ville.

### Hydrographie
La commune est dans le bassin de la Garonne, au sein du bassin hydrographique Adour-Garonne. Elle est drainée par le Dadou, l'Assou, l'Ambias, l'Ambiasselle, l'Oulas, Riou Ferrier, le ruisseau de Besoubre, le ruisseau de la Barthabié, le ruisseau de la Fage, le ruisseau de Roumignane, le ruisseau de Séveriès, Rec del Ver, Rec de Roudesque, le ruisseau de Barayré, et par divers petits cours d'eau, qui constituent un réseau hydrographique de 111 km de longueur totale,.
Le Dadou, d'une longueur totale de 115,8 km, prend sa source dans la commune de Saint-Salvi-de-Carcavès et s'écoule d'est en ouest. Il traverse la commune et se jette dans l'Agout à Ambres, après avoir traversé 23 communes.

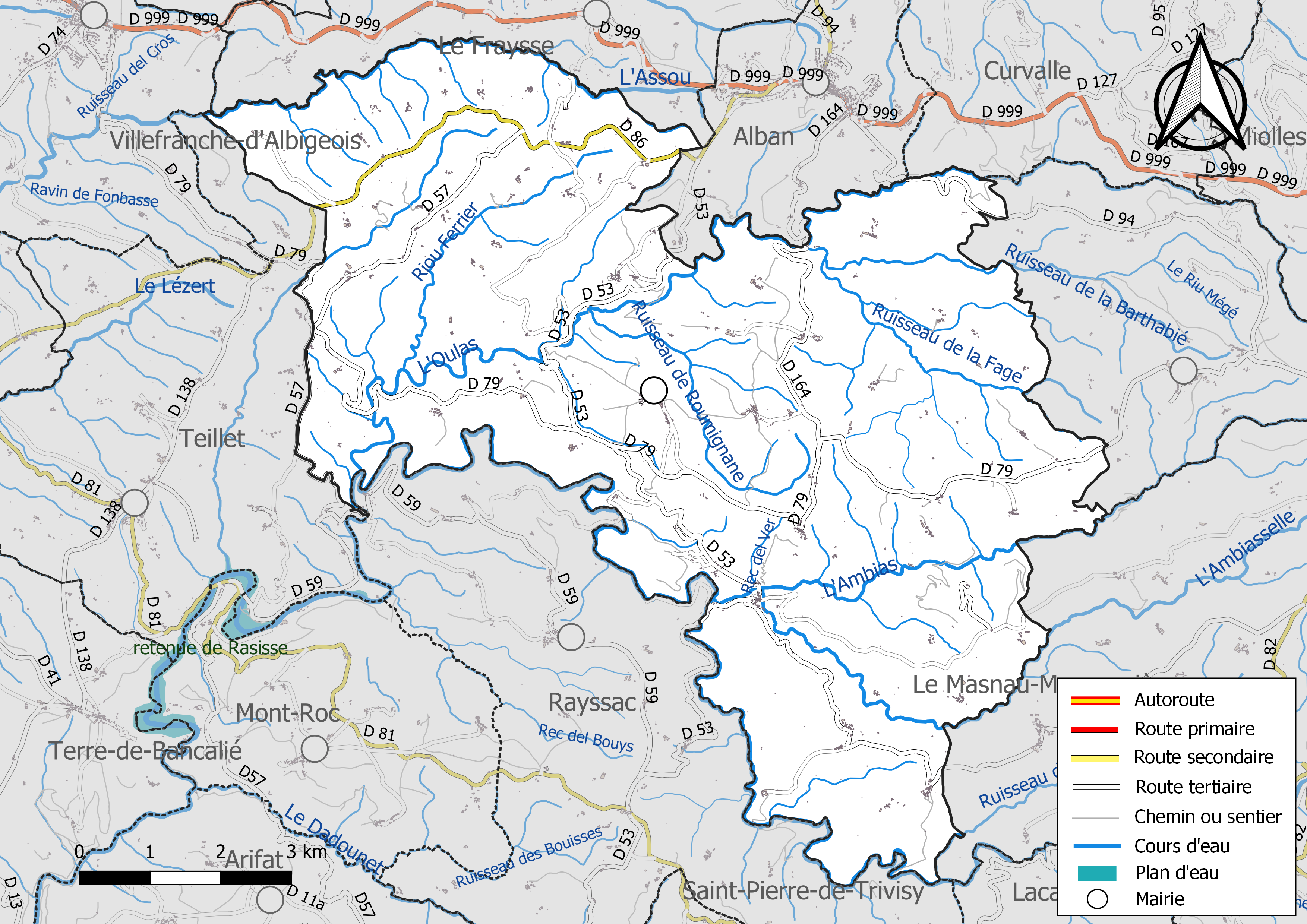
Réseaux hydrographique et routier de Paulinet.

L'Assou, d'une longueur totale de 36,7 km, prend sa source dans la commune du Fraysse et s'écoule du nord-est au sud-ouest. Il traverse la commune et se jette dans le Dadou à Laboutarie, après avoir traversé 12 communes.
L'Ambias, d'une longueur totale de 11,7 km, prend sa source dans la commune de Massals et s'écoule du nord-est au sud-ouest. Il traverse la commune et se jette dans le Dadou sur le territoire communal, après avoir traversé 3 communes.
L'Ambiasselle, d'une longueur totale de 13,4 km, prend sa source dans la commune de Montfranc et s'écoule du nord-est au sud-ouest. Il traverse la commune et se jette dans l'Ambias sur le territoire communal, après avoir traversé 3 communes.
L'Oulas, d'une longueur totale de 24,2 km, prend sa source dans la commune de Massals et s'écoule d'est en ouest. Il traverse la commune et se jette dans le Dadou à Rayssac, après avoir traversé 6 communes.

### Climat
Pour des articles plus généraux, voir Climat de l'Occitanie et Climat du Tarn.
En 2010, le climat de la commune est de type climat océanique altéré, selon une étude du Centre national de la recherche scientifique s'appuyant sur une série de données couvrant la période 1971-2000. En 2020, Météo-France publie une typologie des climats de la France métropolitaine dans laquelle la commune est toujours exposée à un climat océanique altéré et est dans la région climatique Sud-est du Massif Central, caractérisée par une pluviométrie annuelle de 1 000 à 1 500 mm, minimale en été, maximale en automne.
Pour la période 1971-2000, la température annuelle moyenne est de 10,8 °C, avec une amplitude thermique annuelle de 15,5 °C. Le cumul annuel moyen de précipitations est de 1 293 mm, avec 11,7 jours de précipitations en janvier et 6,8 jours en juillet. Pour la période 1991-2020, la température moyenne annuelle observée sur la station météorologique de Météo-France la plus proche, « Bastide Solages », sur la commune de La Bastide-Solages à 13 km à vol d'oiseau, est de 13,5 °C et le cumul annuel moyen de précipitations est de 950,8 mm. 
La température maximale relevée sur cette station est de 40 °C, atteinte le 29 juin 2019 ; la température minimale est de −13 °C, atteinte le 12 janvier 1987,,.
Les paramètres climatiques de la commune ont été estimés pour le milieu du siècle (2041-2070) selon différents scénarios d'émission de gaz à effet de serre à partir des nouvelles projections climatiques de référence DRIAS-2020. Ils sont consultables sur un site dédié publié par Météo-France en novembre 2022.

### Milieux naturels et biodiversité

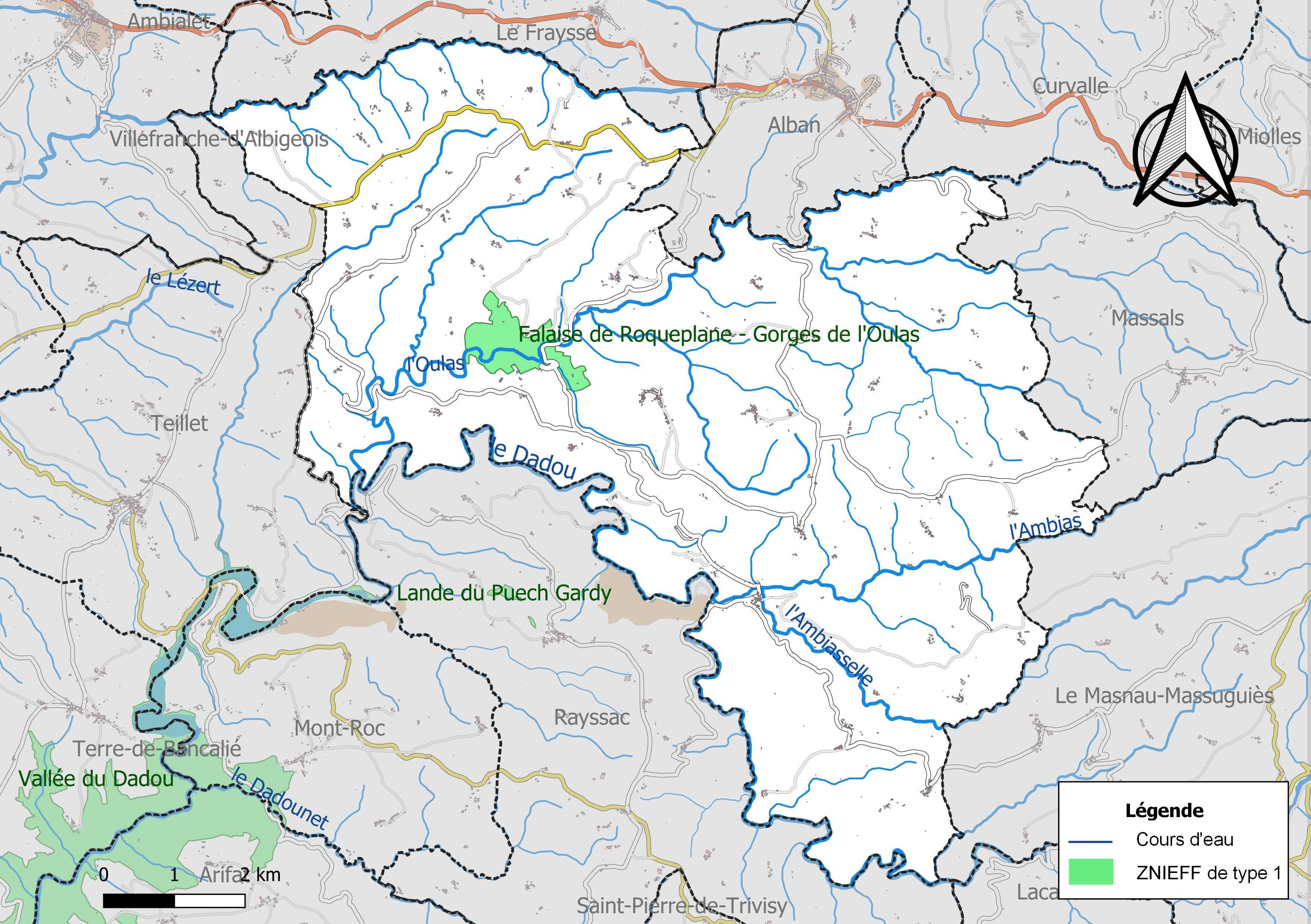
Carte de la ZNIEFF de type 1 localisée sur la commune.

L’inventaire des zones naturelles d'intérêt écologique, faunistique et floristique (ZNIEFF) a pour objectif de réaliser une couverture des zones les plus intéressantes sur le plan écologique, essentiellement dans la perspective d’améliorer la connaissance du patrimoine naturel national et de fournir aux différents décideurs un outil d’aide à la prise en compte de l’environnement dans l’aménagement du territoire.
Une ZNIEFF de type 1 est recensée sur la commune :
la « falaise de Roqueplane - gorges de l'Oulas » (102 ha).
La Ragnié est aussi en zone ZNIEF : le hameau de la Ragnié, trois maisons, relié par un seul chemin au hameau de La Plagnes, sentier emprunté par les chevaux. Ce n’est pas une voie routière, seulement un chemin rural dans cette zone ZNIEFF.

## Urbanisme

### Typologie
Au 1er janvier 2024, Paulinet est catégorisée commune rurale à habitat très dispersé, selon la nouvelle grille communale de densité à sept niveaux définie par l'Insee en 2022.
Elle est située hors unité urbaine et hors attraction des villes,.

### Occupation des sols
L'occupation des sols de la commune, telle qu'elle ressort de la base de données européenne d’occupation biophysique des sols Corine Land Cover (CLC), est marquée par l'importance des territoires agricoles (59,6 % en 2018), une proportion sensiblement équivalente à celle de 1990 (59,8 %). La répartition détaillée en 2018 est la suivante : 
zones agricoles hétérogènes (45,4 %), forêts (40,4 %), prairies (14,2 %). L'évolution de l’occupation des sols de la commune et de ses infrastructures peut être observée sur les différentes représentations cartographiques du territoire : la carte de Cassini (XVIIIe siècle), la carte d'état-major (1820-1866) et les cartes ou photos aériennes de l'IGN pour la période actuelle (1950 à aujourd'hui).

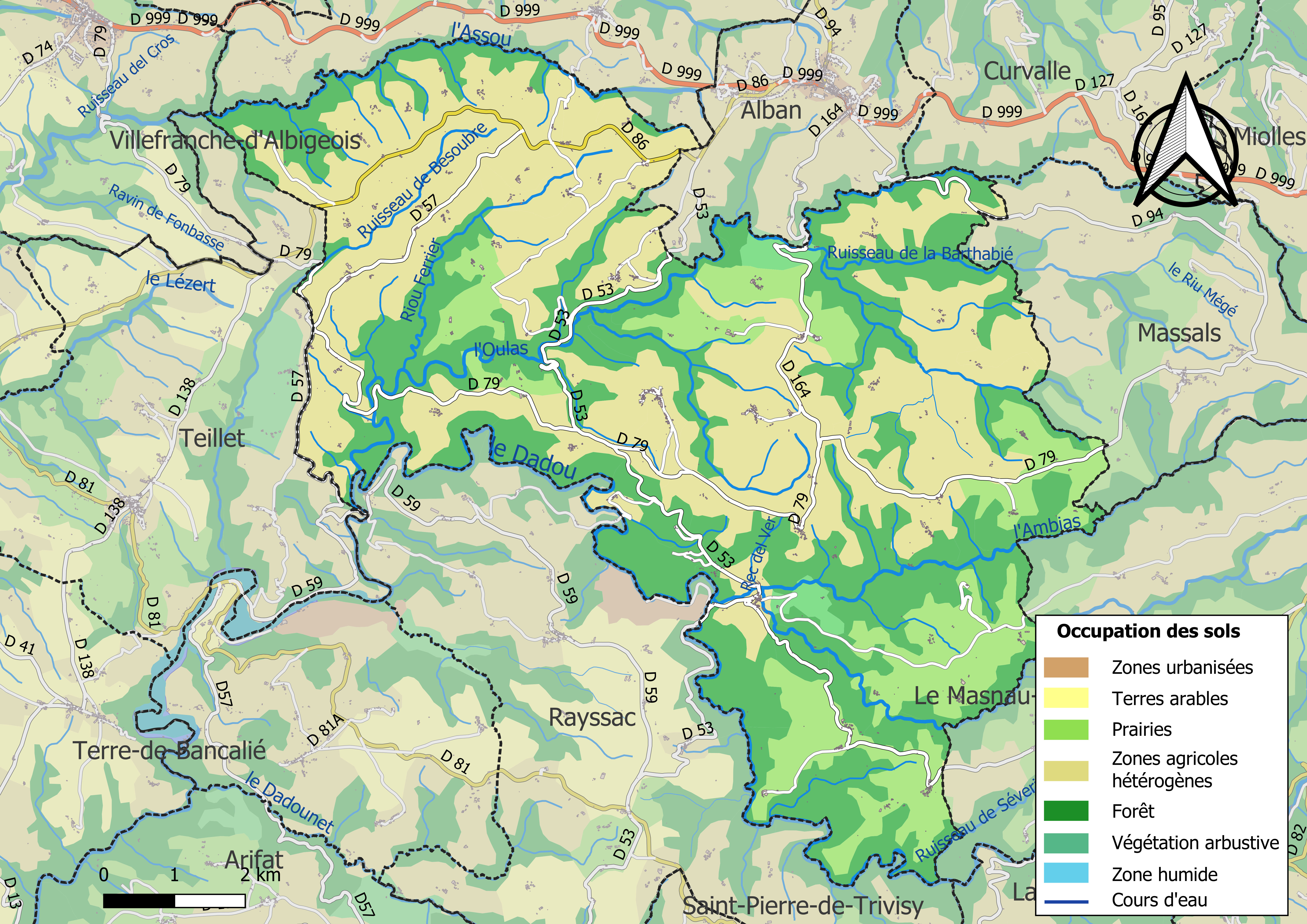
Carte des infrastructures et de l'occupation des sols de la commune en 2018 (CLC).

### Risques majeurs
Le territoire de la commune de Paulinet est vulnérable à différents aléas naturels : météorologiques (tempête, orage, neige, grand froid, canicule ou sécheresse), inondations, feux de forêts, mouvements de terrains et séisme (sismicité très faible). Il est également exposé à un risque technologique, le transport de matières dangereuses, et à un risque particulier : le risque de radon. Un site publié par le BRGM permet d'évaluer simplement et rapidement les risques d'un bien localisé soit par son adresse soit par le numéro de sa parcelle.

#### Risques naturels
Certaines parties du territoire communal sont susceptibles d’être affectées par le risque d’inondation par débordement de cours d'eau, notamment le Dadou, l'Assou, l'Ambias, l'Ambiasselle et l'Oulas. La cartographie des zones inondables en ex-Midi-Pyrénées réalisée dans le cadre du XIe Contrat de plan État-région, visant à informer les citoyens et les décideurs sur le risque d’inondation, est accessible sur le site de la DREAL Occitanie. La commune a été reconnue en état de catastrophe naturelle au titre des dommages causés par les inondations et coulées de boue survenues en 1982, 1992, 2012 et 2013,.
Paulinet est exposée au risque de feu de forêt. En 2022, il n'existe pas de Plan de Prévention des Risques incendie de forêt (PPRif). Le débroussaillement aux abords des maisons constitue l’une des meilleures protections pour les particuliers contre le feu,.

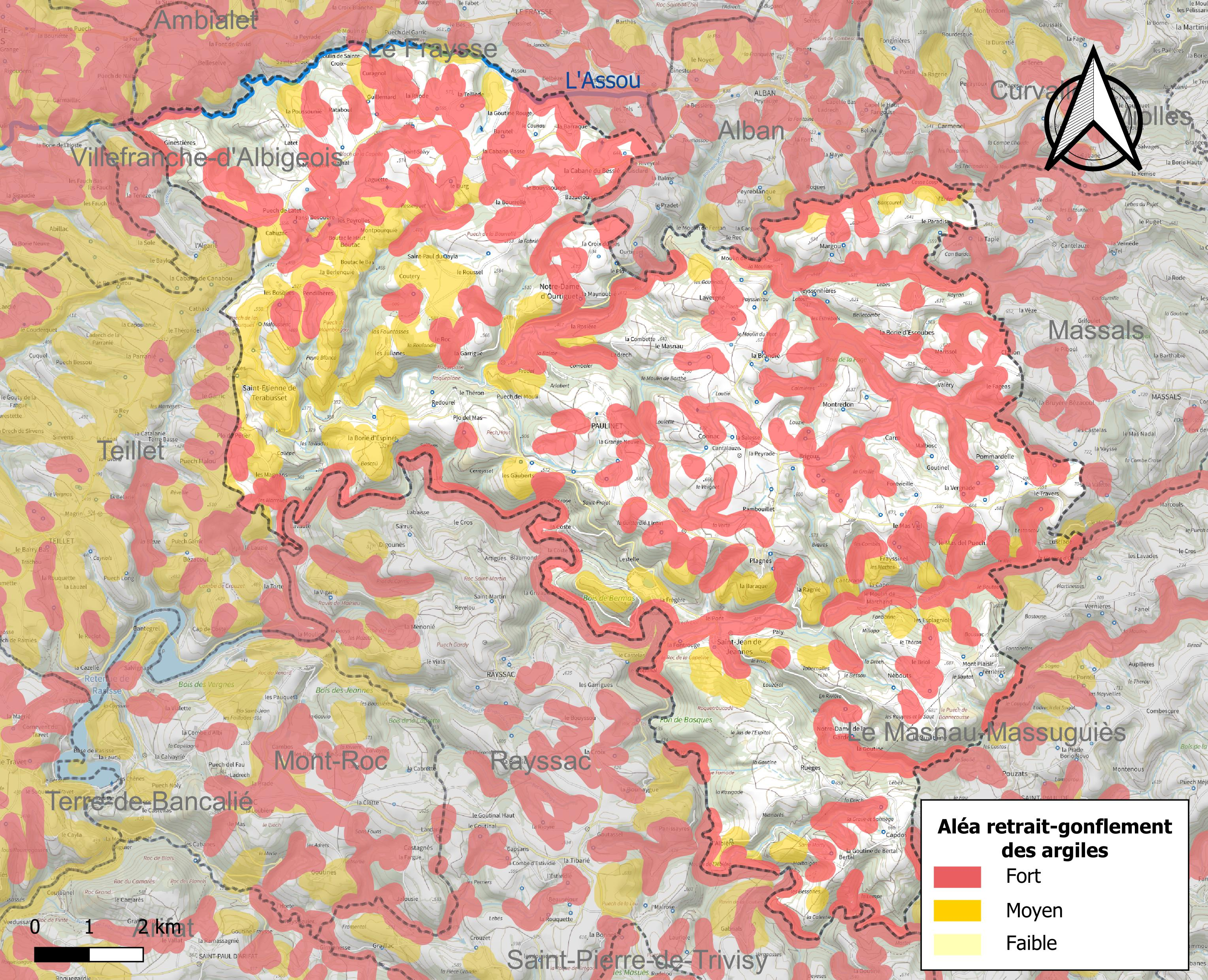
Carte des zones d'aléa retrait-gonflement des sols argileux de Paulinet.

La commune est vulnérable au risque de mouvements de terrains constitué principalement du retrait-gonflement des sols argileux. Cet aléa est susceptible d'engendrer des dommages importants aux bâtiments en cas d’alternance de périodes de sécheresse et de pluie. 49,5 % de la superficie communale est en aléa moyen ou fort (76,3 % au niveau départemental et 48,5 % au niveau national). Sur les 395 bâtiments dénombrés sur la commune en 2019, 200 sont en aléa moyen ou fort, soit 51 %, à comparer aux 90 % au niveau départemental et 54 % au niveau national. Une cartographie de l'exposition du territoire national au retrait gonflement des sols argileux est disponible sur le site du BRGM,.
Par ailleurs, afin de mieux appréhender le risque d’affaissement de terrain, l'inventaire national des cavités souterraines permet de localiser celles situées sur la commune.

#### Risques technologiques
Le risque de transport de matières dangereuses sur la commune est lié à sa traversée par des infrastructures routières ou ferroviaires importantes ou la présence d'une canalisation de transport d'hydrocarbures. Un accident se produisant sur de telles infrastructures est susceptible d’avoir des effets graves sur les biens, les personnes ou l'environnement, selon la nature du matériau transporté. Des dispositions d’urbanisme peuvent être préconisées en conséquence.

#### Risque particulier
Dans plusieurs parties du territoire national, le radon, accumulé dans certains logements ou autres locaux, peut constituer une source significative d’exposition de la population aux rayonnements ionisants. Certaines communes du département sont concernées par le risque radon à un niveau plus ou moins élevé. Selon la classification de 2018, la commune de Paulinet est classée en zone 2, à savoir zone à potentiel radon faible mais sur lesquelles des facteurs géologiques particuliers peuvent faciliter le transfert du radon vers les bâtiments.

## Histoire
À la Révolution française, la commune de Paulin prend la suite de la communauté de même nom. Diverses rectifications territoriales ont lieu au cours du XIXe siècle, avec notamment, en 1833, l'ablation de la partie occidentale de la commune qui, autour de Teillet, forme une nouvelle commune à laquelle est annexée celle de Bézacoul. En 1897, la commune prend le nom de Paulinet.
La vie reste organisée autour des sept paroisses de la commune : Saint-Projet de Paulin, Saint-Jean de Jeannes, Pommardelle, Saint-Étienne de Terrabusset, Saint-Jacques de Ginestières, Notre-Dame d'Ourtiguet et Saint-Salvy du Burg. Les tentatives de sécession de Saint-Jean de Jeannes ne rencontrent pas le même succès que celles du Fraysse voisin.
L'exode rural s'accentue après les deux guerres mondiales.
La réouverture de la mine de fluorite du Moulinal a redonné brièvement un peu de dynamisme économique.
La commune reste essentiellement tournée vers l'agriculture et l'industrie agro-alimentaire (fromagerie à Paulinet, charcuterie à Saint-Jean de Jeannes) et, dans une moindre mesure, vers le tourisme (développement des gîtes ruraux).
La mine ferme définitivement au début du XXIe siècle.

### Héraldique
| Paulinet | Son blasonnement est : D'azur au lion d'or. |

## Politique et administration
| Période                                  | Période  | Identité               | Étiquette | Qualité                                                                |
| ---------------------------------------- | -------- | ---------------------- | --------- | ---------------------------------------------------------------------- |
| 2020                                     | En cours | Marie José Escanez     | SE        | Retraitée (Gestionnaire Assurances)                                    |
| 2001                                     | 2020     | Damien Chamayou        |           | Retraité Président de la Communauté de communes                        |
| 1955                                     | 2001     | Étienne Chamayou       | DVD       | Cultivateur retraité, conseiller général du canton d'Alban (1979-1998) |
| 1935                                     | 1955     | Paul Dautané           |           |                                                                        |
| 1929                                     | 1935     | François Tournier      |           |                                                                        |
| 1908                                     | 1929     | André Lacombe          |           |                                                                        |
| 1902                                     | 1908     | Jean-Pierre Combes     |           |                                                                        |
| 1902                                     | 1902     | Jean-Baptiste Carcenac |           |                                                                        |
| Les données manquantes sont à compléter. |          |                        |           |                                                                        |

## Démographie
| 1793  | 1800  | 1806  | 1821  | 1831  | 1836  | 1841  | 1846  | 1851  |
| ----- | ----- | ----- | ----- | ----- | ----- | ----- | ----- | ----- |
| 2 973 | 2 968 | 3 000 | 2 806 | 3 069 | 3 150 | 3 210 | 2 865 | 2 745 |

| 1856  | 1861  | 1866  | 1872  | 1876  | 1881  | 1886  | 1891  | 1896  |
| ----- | ----- | ----- | ----- | ----- | ----- | ----- | ----- | ----- |
| 2 550 | 2 461 | 2 610 | 2 556 | 2 457 | 2 516 | 2 509 | 2 348 | 2 219 |

| 1901  | 1906  | 1911  | 1921  | 1926  | 1931  | 1936  | 1946  | 1954  |
| ----- | ----- | ----- | ----- | ----- | ----- | ----- | ----- | ----- |
| 2 085 | 2 150 | 2 049 | 1 667 | 1 556 | 1 457 | 1 340 | 1 178 | 1 177 |

| 1962  | 1968  | 1975 | 1982 | 1990 | 1999 | 2006 | 2011 | 2016 |
| ----- | ----- | ---- | ---- | ---- | ---- | ---- | ---- | ---- |
| 1 108 | 1 025 | 842  | 717  | 620  | 570  | 553  | 523  | 542  |

| 2021 | 2022 | - | - | - | - | - | - | - |
| ---- | ---- | - | - | - | - | - | - | - |
| 524  | 506  | - | - | - | - | - | - | - |

## Économie

### Revenus
En 2018, la commune compte 224 ménages fiscaux, regroupant 503 personnes. La médiane du revenu disponible par unité de consommation est de 19 080 € (20 400 € dans le département).

### Emploi
|                | 2008  | 2013  | 2018  |
| -------------- | ----- | ----- | ----- |
| Commune        | 5,4 % | 5 %   | 8,8 % |
| Département    | 8,2 % | 9,9 % | 10 %  |
| France entière | 8,3 % | 10 %  | 10 %  |

En 2018, la population âgée de 15 à 64 ans s'élève à 332 personnes, parmi lesquelles on compte 80,6 % d'actifs (71,8 % ayant un emploi et 8,8 % de chômeurs) et 19,4 % d'inactifs,. Depuis 2008, le taux de chômage communal (au sens du recensement) des 15-64 ans est inférieur à celui de la France et du département.
La commune est hors attraction des villes,. Elle compte 162 emplois en 2018, contre 129 en 2013 et 172 en 2008. Le nombre d'actifs ayant un emploi résidant dans la commune est de 243, soit un indicateur de concentration d'emploi de 66,8 % et un taux d'activité parmi les 15 ans ou plus de 58 %.
Sur ces 243 actifs de 15 ans ou plus ayant un emploi, 133 travaillent dans la commune, soit 55 % des habitants. Pour se rendre au travail, 58,1 % des habitants utilisent un véhicule personnel ou de fonction à quatre roues, 1,7 % les transports en commun, 8,3 % s'y rendent en deux-roues, à vélo ou à pied et 31,9 % n'ont pas besoin de transport (travail au domicile).

### Activités hors agriculture

#### Secteurs d'activités
43 établissements sont implantés  à Paulinet au 31 décembre 2019. Le tableau ci-dessous en détaille le nombre par secteur d'activité et compare les ratios avec ceux du département,.
| Secteur d'activité                                                                                        | Commune | Commune | Département |
| Secteur d'activité                                                                                        | Nombre  | %       | %           |
| --- | ------- | ------- | ----------- |
| Ensemble                                                                                                  | 43      |         |             |
| Industrie manufacturière, industries extractives et autres                                                | 18      | 41,9 %  | (13 %)      |
| Construction                                                                                              | 6       | 14 %    | (12,5 %)    |
| Commerce de gros et de détail, transports, hébergement et restauration                                    | 5       | 11,6 %  | (26,7 %)    |
| Activités immobilières                                                                                    | 1       | 2,3 %   | (4,2 %)     |
| Activités spécialisées, scientifiques et techniques et activités de services administratifs et de soutien | 5       | 11,6 %  | (13,8 %)    |
| Administration publique, enseignement, santé humaine et action sociale                                    | 4       | 9,3 %   | (15,5 %)    |
| Autres activités de services                                                                              | 4       | 9,3 %   | (9 %)       |

Le secteur de l'industrie manufacturière, des industries extractives et autres est prépondérant sur la commune puisqu'il représente 41,9 % du nombre total d'établissements de la commune (18 sur les 43 entreprises implantées  à Paulinet), contre 13 % au niveau départemental.

#### Entreprises et commerces
L'entreprise ayant son siège social sur le territoire communal qui génère le plus de chiffre d'affaires en 2020 est : 
- Du Couderc, production d'électricité (31 k€)

### Agriculture
La commune est dans le Segala, une petite région agricole située dans le nord-est du département du Tarn. C’est la relative pauvreté du sol de cette région où ne poussait jadis que le seigle qui a donné son nom à cette aire géographique. Situé en moyenne altitude, le Ségala s’étend sur des territoires vallonnés et riches en schiste. En 2020, l'orientation technico-économique de l'agriculture  sur la commune est l'élevage d'ovins ou de caprins.
|               | 1988  | 2000  | 2010  | 2020  |
| ------------- | ----- | ----- | ----- | ----- |
| Exploitations | 122   | 97    | 73    | 62    |
| SAU (ha)      | 4 016 | 3 979 | 3 951 | 3 986 |

Le nombre d'exploitations agricoles en activité et ayant leur siège dans la commune est passé de 122 lors du recensement agricole de 1988  à 97 en 2000 puis à 73 en 2010 et enfin à 62 en 2020, soit une baisse de 49 % en 32 ans. Le même mouvement est observé à l'échelle du département qui a perdu pendant cette période 58 % de ses exploitations,. La surface agricole utilisée sur la commune a également diminué, passant de 4 016 ha en 1988 à 3 986 ha en 2020. Parallèlement la surface agricole utilisée moyenne par exploitation a augmenté, passant de 33 à 64 ha.

## Vie pratique

### Culture
- Fête votive : 3e week-end de juillet.

## Culture locale et patrimoine

### Lieux et monuments
- Château de Paulin.
- Église Notre-Dame-d'Ourtiguet de Paulinet.
- Église Notre-Dame-de-la-Garde de Paulinet.
- Église Sainte-Anne de Pommardelle.
- Église Saint-Étienne-de-Terrabusset de Paulinet.
- Église Saint-Jacques de Ginestières.
- Église Saint-Jean-Baptiste de Saint-Jean-de-Jeannes.
- Église Saint-Projet de Paulinet. Saint Projet ou Projectus, était évêque d'Imola en Emilie (✝ v. 483)[40].

### Personnalités liées à la commune
Jean Sirchis, le père de Nicolas et Stéphane du groupe de pop-rock Indochine, y a fait la Résistance pendant la guerre et a, dans les années 60, acheté une maison où ils ont passé toutes leurs vacances d'enfance.